# Мечеть Вазир Хана
Мечеть Вазир Хана (урду مسجد وزیر خان‎) — мечеть, расположенная в Лахоре (Пакистан). Строительство продолжалось семь лет, начиная примерно с 1634—1635 годов, во времена правления императора Великих Моголов Шах Джахана. Мечеть была построена по приказу губернатора Лахора, известного как Вазир Хан (слово «вазир» означает «министр» на языке урду).
В настоящее время мечеть Вазир Хана является кандидатом в список объектов Всемирного наследия ЮНЕСКО.